# Botevgrad
Botevgrad (bulharsky Ботевград) je město ležící ve středním Bulharsku, v kotlině mezi Starou planinou na jihu a Předbalkánem na severu. Je správním střediskem stejnojmenné obštiny a má zhruba 20 tisíc obyvatel.

## Historie
Nejstarší osídlení pochází thráckého období v 5. století př. n. l. a pozůstatky po něm se nacházejí poněkud západněji od dnešního města. Nápis na nalezené kamenné desce oslavující vládu císařů Valentiana I., Valenta a Gratiana dokládá existenci římského vojenského tábora v roce 375. Nebližší běžně obývané sídlo se nalézalo 3 km na jih, postupně nabývalo na významu, největšího za Ivana Šišmana, a později začalo upadat až koncem 18. století zaniklo.
Po začlenění do Osmanské říše v důsledku dobytí Bulharska a zavedení jejího správního systému, je v registrech od 16. století zaznamenána ves Samunci, která se začala významně rozrůstat na přelomu 18. a 19. století. Nálezy zlatých a stříbrných tureckých i cizozemských mincí dokládají, že se jednalo o významné obchodní a trhové místo. V souvislosti se správními reformami v 60. letech 19. století se dědina stala střediskem zdejší oblasti a byla povýšena na město jménem Orhanie. Byla postavena hodinová věž, správní budova, pošta, hotely, sklady a další budovy spjaté s hospodářským růstem. Do místní rady byli přizváni nejzámožnější Bulhaři.
Během rusko-turecké války byla Orchanie  osvobozena 29. listopadu 1877 a následně se stala součástí Bulharského knížectví. V roce 1881 zde žilo 2 284 obyvatel a od toho roku se zde pořádaly týdenní trhy s potravinami a dobytkem. V roce 1930 byl schválen plán na regulaci řeky a městský plán zahrnující náměstí a hlavní ulice. Téhož roku bylo město přejmenováno na Ioaningrad, podle Jany Savojské. Název se ale neujal mimo jiné i kvůli sporům o jeho pravopis, a tak město obdrželo v roce 1934 současný název na paměť toho, že zde byli souzeni příslušníci Botevovy družiny. V 60. letech dostaly ulice ve městě zpevněný povrch. V 70. letech byla zahájena výstavba sídliště na sever od centra a to bylo zcela přestaveno o deset let později.

## Obyvatelstvo
Ve městě žije 19 280 stálých obyvatel a je zde trvale hlášeno 22 927 obyvatel. Podle sčítání 1. února 2011 bylo národnostní složení následující:
- Bulhaři: 17 011 (91.4 %)
- Romové: 1 472 (7.9 %)
- Turci: 20 (0.1 %)
- ostatní: 116 (0.6 %)